# Klaus Herfurth
Klaus Edgar Herfurth (* 17. September 1917 in Leipzig; † 9. April 2000 in Frankfurt am Main) war ein deutscher Zeitungsverleger.

## Leben
Klaus Herfurth wurde 1917 als Sohn des Zeitungsverlegers Geheimrat Edgar Herfurth in Leipzig geboren. Er wuchs in der Herfurthschen Villa im Leipziger Musikviertel auf und besuchte die humanistische Thomasschule zu Leipzig.
Nach dem Abitur absolvierte er eine Lehre zum Sortimentsbuchhändler in München. Später wurde er weiter in einem Zeitungsverlag ausgebildet. Bis 1945 war er Soldat im Zweiten Weltkrieg, zuletzt als Reserveoffizier. Von 1947 bis 1952 war er Verlagsleiter und Geschäftsführer in Saarbrücken. Danach ging er nach Frankfurt am Main.
Herfurth war Vorsitzender der Leipziger Landsmannschaft in der BRD und Vorstandsmitglied des Verbandes der Mittel- und Ostdeutscher Zeitungsverleger und des Kuratoriums Unteilbares Deutschland.
Von 1954 bis 1974 gab er in Frankfurt am Main die als „Heimatzeitung für Mitteldeutschland“ deklarierten Leipziger Neuesten Nachrichten heraus, anfangs zwei, später eine Nummer pro Monat. Das gleichnamige, von seinem Vater bis 1945 in Leipzig geleitete Blatt, war die auflagenstärkste Tageszeitung außerhalb Berlins gewesen, in der sowjetischen Besatzungszone aber enteignet und verboten worden.
Von 1948 bis 1963 war Klaus Herfurth mit Gabriele von Pachelbel verheiratet.

## Auszeichnungen
- Eisernes Kreuz I. Klasse (EK I) (Steckkreuz)
- 1968: Verdienstkreuz am Bande der Bundesrepublik Deutschland
- „Goldenes Reiterabzeichen“ der Deutschen Reiterlichen Vereinigung
- Sportabzeichen